# خط هجائی
خط هجائی یا خط صورت نگار که برای هر صدایی علامتی را با کشیدن تصویر یا علائمی یا نقوش خاصی بکار گرفته و در واقع هجی کردن کلمات شروع شد مثلاً فهماندن برای believe از علامت زنبور bee و برگ leaf استفاده می‌شده‌است.